# أدريان سوتيل

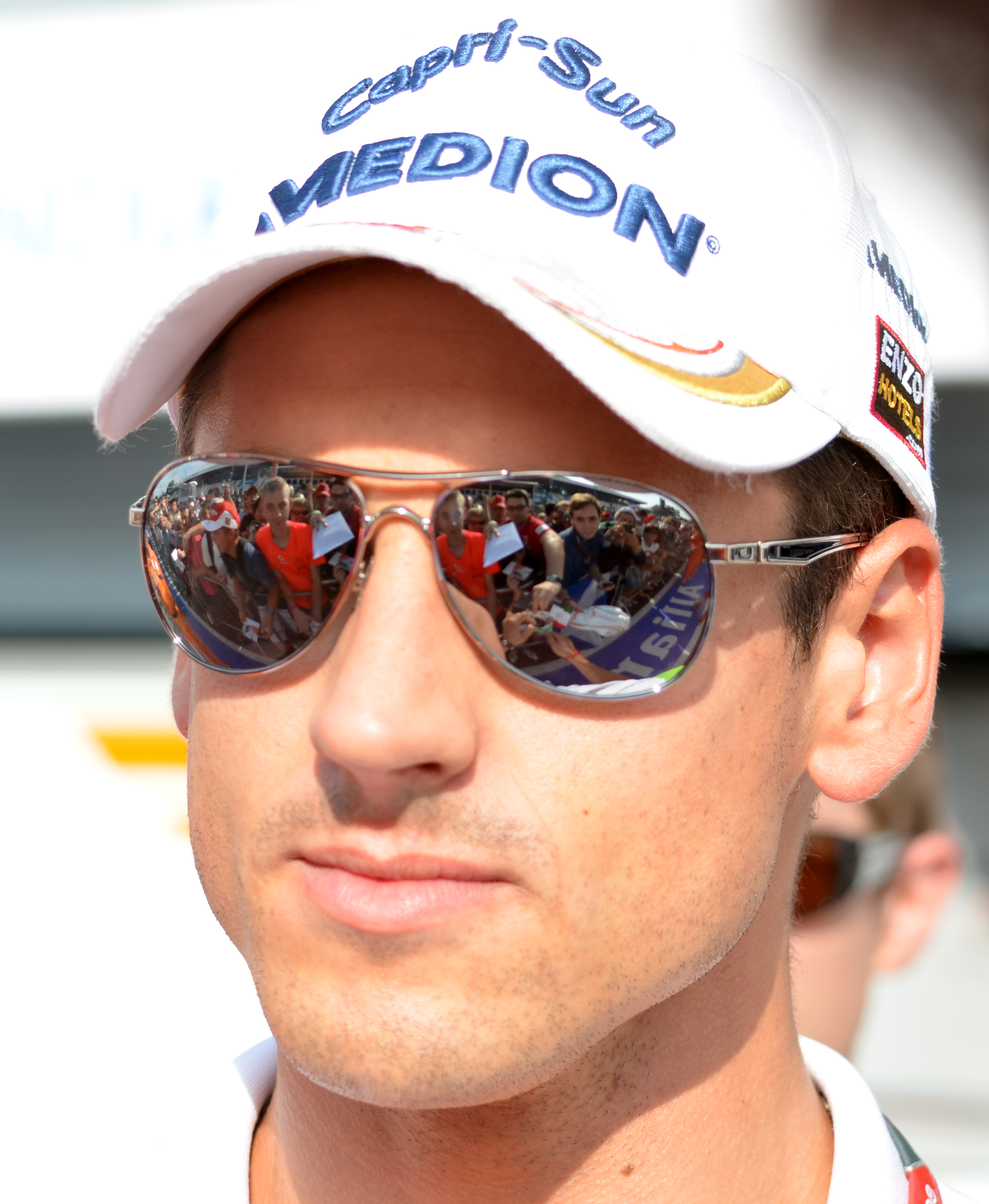
أدريان سوتيل

أدريان سوتيل (بالألمانية: Adrian Sutil) وهو سائق فورمولا 1 ألماني ولد في يوم 11 يناير 1983 في بلدة ستارنبيرغ في جنوب شرق ألمانيا الغربية يلعب حاليا مع شركة ساوبر السويسرية والده أورغواياني وأمه ألمانية.

## روابط خارجية
- أدريان سوتيل على موقع Racing-Reference.info (الإنجليزية)
- أدريان سوتيل على موقع DriverDB.com (الإنجليزية)